# Elizabeth Arden
Florence Nightingale Graham, bedre kendt som Elizabeth Arden, (født 31. december 1878 i Woodbridge, Ontario, død 19. oktober 1966 i New York City) var en canadisk erhvervskvinde, der som pionér inden for hudpleje og kosmetik etablerede virksomheden Elizabeth Arden, der senere blev multinational.
Arden var uddannet sygeplejerske og blev senere uddannet indenfor hud- og skønhedspleje. I 1910 blev hun selvstændig med egen klinik på 5th Avenue i New York. Karakteristisk for klinikken var den røde dør, der siden har været anvendt til Arden-saloner over hele verden. Døren og gaden har desuden givet navn til parfumerne Red Door og 5th Avenue. 
Hun opfandt beautyboksen, introducerede mange cremer og sammensatte flere parfumer. Da farven shocking pink kom på mode, udnyttede hun hurtigt lejligheden til at lancere kosmetik i denne og andre stærke farver.
Ved Elisabeth Ardens død bestod firmaet af over 100 saloner på verdensplan, blandt andet i London, Paris og København. Virksomheden blev solgt til medicinalkoncernen Eli Lilly i 1971. I 1987 købtes den af Fabergé, og siden 2003 har den været ejet af Unilever. Elizabeth Arden Inc. indgår i dag i NASDAQ-indekset.